# Dean Markley Strings
Dean Markley Strings, Inc – producentów strun, przetworników i innych akcesoriów gitarowych.